# Грб Хесена
Грб Хесена је званични грб немачке покрајине Хесен. Грб се појављује почетком XII века, али као званични грб покрајине, усвојен је 4. августа 1948. године.

## Опис грба
Грб је представљен пропетим лавом који је обојен хоризонталним црвено-белим пругама на плавом пољу.
Током XI века владари из династије Лудовингер из Горње Франконије су стекли власт над територијама Тирингије, а касније и Хесена. Грб ове династије био је пропети лав ишаран црвено-белим пругама на азурном пољу. Данас обе ове немачке покрајине користе грбове сличне том династичком грбу ове породице.
Велико војводство Хесен, користео је сличан грб, који је био проширен са два златна лава као држачи грба, те црвеним плаштом и краљевским крунама на малом штиту и врху плашта.